# Rachel Ong

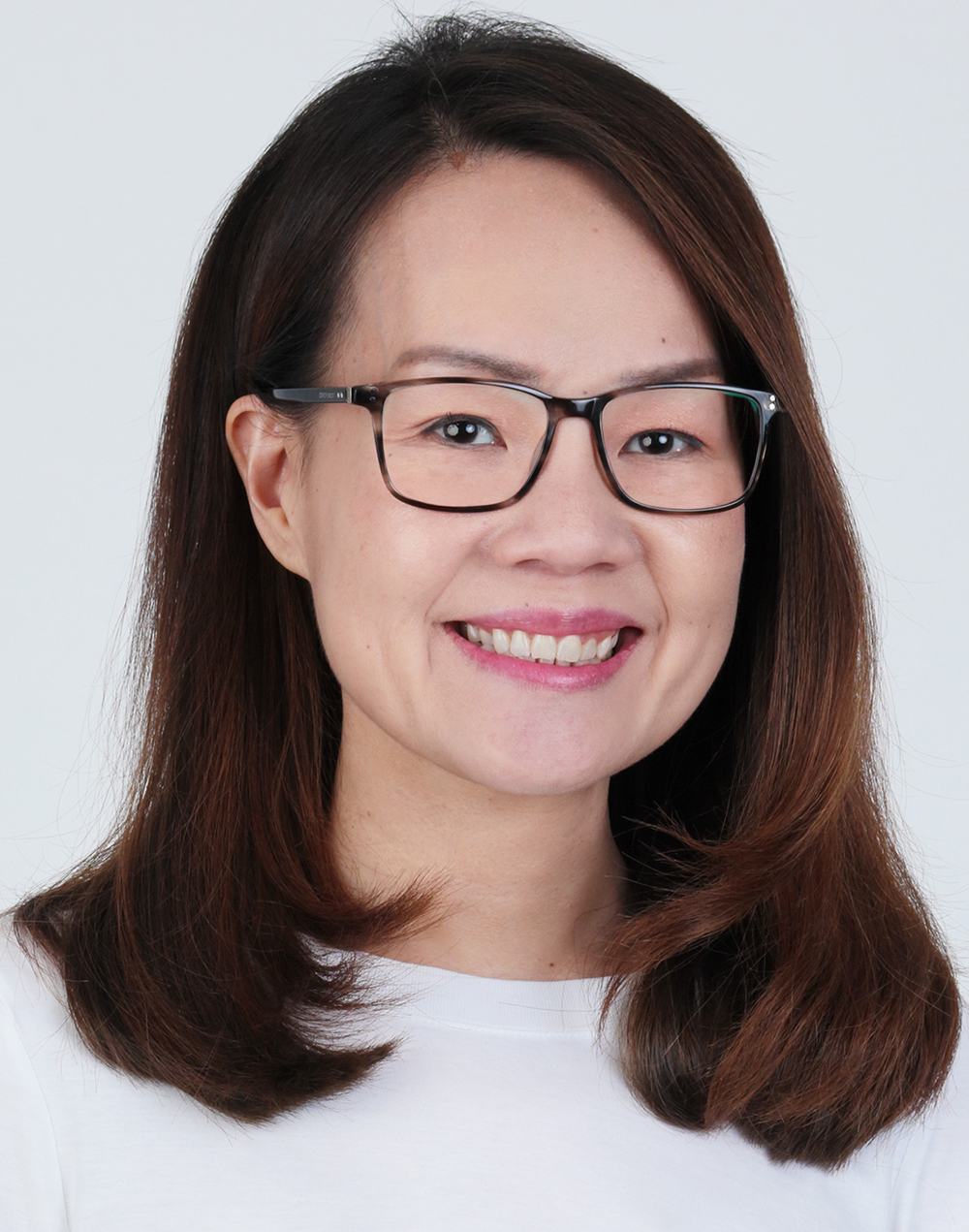
Rachel Ong

Rachel Ong Sin Yen (chinesisch 王心妍; * 1972) ist eine singapurische Politikerin, die derzeit seit 2020 als Abgeordnete für die West Coast GRC tätig ist.

## Ausbildung und Beruf
Ong erwarb einen Master in Betriebswirtschaft an der INSEAD und der Tsinghua University. Sie ist derzeit Single.

## Politische Karriere
Bevor sie in die Politik eintrat, war sie in die Wohltätigkeitsarbeit mit Trybe involviert. Sie war auch die Geschäftsführerin von ROHEI.
Bei den Wahlen 2020 wurde Ong zum Kandidaten der regierenden People’s Action Party (PAP) für West Coast GRC ernannt. Ihr Team besiegte das Oppositionsteam unter der Progress Singapore Party (PSP), die von Tan Cheng Bock angeführt wurde.